# نظرية المعرفة المنطقية البوذية

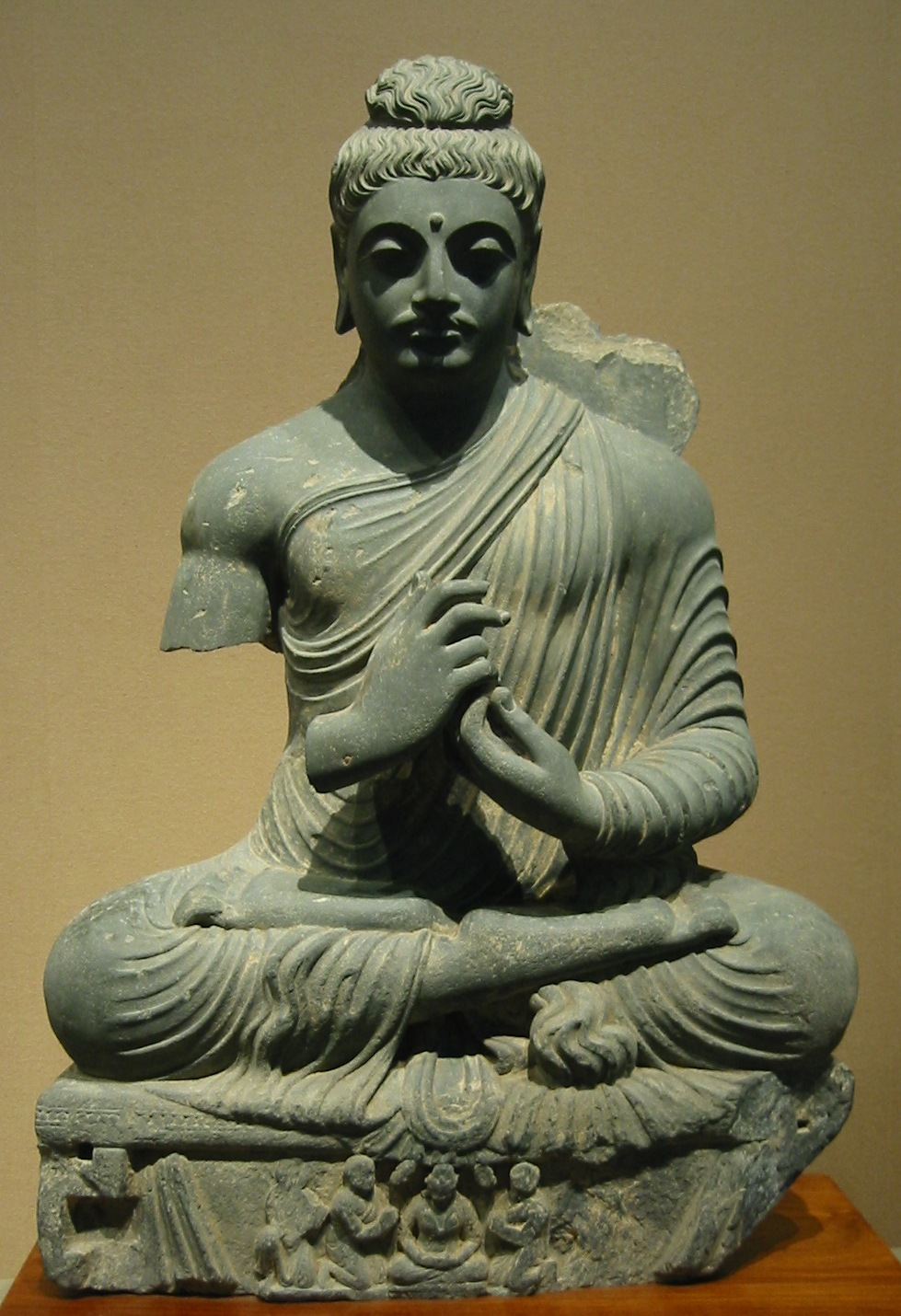
بوذا الجالس، غاندارا، القرن الأول والثاني الميلادي، في متحف طوكيو الوطني.

نظرية المعرفة المنطقية البوذية هي مصطلح يطلق في الأدبيات الغربية على برامانا-فادا (مبدأ البرهان) وهيتو-فيديا (علم المسببات). وتعتبر برامانا-فادا دراسة إبستمولوجية لطبيعة المعرفة؛ في حين أن هيتو-فيديا هي هيكل منطقي. تطور هذان النموذجان في الهند ابتداءً من القرن الخامس وحتى السابع.
تُظهر بواكير النصوص البوذية أن بوذا التاريخي كان ملمًّا ببعض قواعد التفكير المنطقي المستخدمة لأغراض النقاشات، واستعملها ضد مخالفيه. كما يبدو أنه كان يحمل أفكارًا معينة حول نظرية المعرفة والتفكير المنطقي، رغم عدم تقديمه نظامًا معرفيًا منطقيًا نظريًا. يمكن ملاحظة بُنية قواعد وعمليات النقاش في نص مبكر من تيرافادا يحمل عنوان كاثافاتهو.
يُعتبر أول مفكري البوذية ممن ناقشوا قضايا نظرية المعرفة المنطقية بصورة منهجي، فاسوباندو في كتابه فادا-فيدي («أسلوب للحِجاج»)، والذي كان متأثرًا بالنص الهندوسي عمل الهندوسي المتخصص بالتفكير المنطقي، نايايا-سوترا.
أرسى العالم البوذي ديغانغا (480 – 540 قبل الميلاد) قواعد نظام متقدم للمنطق ونظرية المعرفة البوذية في أبرز مؤلفاته، برامانا-سماوكايا. كما أغنى دهارماكيرتي هذا النظام بإضافات عديدة. وأصبح كتاب دهارماكيرتي المعنون برامانافارتيكا («تعليق على المعرفة السليمة») المرجع الرئيسي لنظرية المعرفة والتفكير المنطقي في البوذية التبتية.

## التعريف
استخدم باحثون من أمثال إيتش إن راندل وفيودور شيرباتسكي (في ثلاثينيات القرن العشرين) مصطلحات مثل «المنطق الهندي» و «المنطق البوذي» لوصف النمط الهندي للاستدلال (أنومانا) ونظرية المعرفة (برامانا) و«علم المسببات» (هيتو-فيديا). نمى هذا النمط ضمن الهندوسية التقليدية المعروفة باسم نيايا وفي الفلسفة البوذية كذلك الأمر. كتب بيمال كريشنا ماتيلال أن المنطق في الهند القديمة كان يعني «الدراسة المنهجية لأنماط الاستدلال غير الصوري، وقواعد النقاش، وتحديد الاستدلال السليم مقابل الحجة السفسطائية، وغير ذلك من الموضوعات». وكما يذكر ماتيلال، طور هذا النمط نظرية الحجج المنهجية (فادافيديا):
نشأ المنطق بوصفه دراسة لشكل الحجج السليمة وأنماط الاستدلال في الهند من منهجية الحجاج الفلسفي. من الراجح أن فن النقاش الفلسفي ساد منذ عهد بوذا وماهافيرا (جينا)، إنما أصبح أكثر تنظيمًا ومنهجية بعد مرور مئات السنين.
ينبغي أن يُفهم من مصطلح «المنطق الهندي» أنه نظام للمنطق مغاير للمنطق الكلاسيكي الحديث (مثل منطق الرتبة الأولى الحديث)، وبوصفه نظرية أنومانا، أي نظامٌ في حد ذاته. تأثر «المنطق الهندي» كذلك بدراسة علم النحو، في حين تأثر المنطق التقليدي، الذي مثّل الأساس لعلم المنطق الغربي الحديث، تأثر بدراسة الرياضيات.

يتمثل أحد الاختلافات الرئيسية بين المنطق الغربي والمنطق الهندي في اندراج بعض القضايا المعرفية ضمن المنطق الهندي، بينما تُستَبعد عمدًا من نطاق المنطق الغربي الحديث. يأتي المنطق الهندي بأسئلة عامة تتعلق «بطبيعة استخلاص المعرفة»، نظرية المعرفة، من المعلومات التي تُتيحها البراهين، والبراهين التي بدورها قد تكون وجهًا آخر من المعرفة. من أجل هذا، يستخدم بعض الباحثين مصطلح «نظرية المعرفة المنطقية» للإشارة إلى هذا النمط، مع تأكيدهم على أهمية المشروع المعرفي بالنسبة للتفكير المنطقي الهندي. ووفقًا لما يذكره جورج درايفوس، في حين ينزع المنطق الغربي إلى التركيز على الصحة الشكلية والاستنباط:
:فمجال اهتمام «المنطقيين» الهنود مختلف تمامًا. إذ يريدون تقديم تحليل ناقد ومنهجي للوسائل المتعددة للإجراءات المعرفية السليمة التي نستخدمها عمليًا خلال بحثنا عن المعرفة. وضمن هذه الإجراء، يناقشون طبيعة وأنواع البرامانا. وبالرغم من اختلاف الفلاسفة الهنود بشأن أنواع المعرفة التي يمكن اعتبارها سليمةً، فإن معظمهم يقرّون بصحة الإدراك والاستدلال. ضمن هذا السياق، الذي يكون في الغالب معرفيًا وعملي المنحى، تُناقش موضوعات مثل طبيعة وأنواع التفكير المنطقي السليم الذي يتعلق بالمنطق بمعناه الأشمل.